# (31572) 1999 FM22
1999 FM22 (asteroide 31572) é um asteroide da cintura principal. Possui uma excentricidade de 0.17524810 e uma inclinação de 5.41534º.
Este asteroide foi descoberto no dia 19 de março de 1999 por LINEAR em Socorro.